# FantasyMagazine
FantasyMagazine è una rivista online a carattere giornalistico, dedicata al genere fantasy in ogni sua accezione, edita dal 2003 da Delos Books.
Il genere fantasy di cui si occupa la rivista on-line è inteso in senso abbastanza allargato. Facendo fulcro sulla fantasy classica (J. R. R. Tolkien) e su quella moderna (Ursula K. Le Guin, Michael Moorcock, ecc.) si estende naturalmente alla fantasy per ragazzi di J. K. Rowling e ai vari epigoni di Harry Potter, ma anche al fantastico in senso più allargato, come il mondo dei supereroi, del fantasy storico, del gotico, dell'urban fantasy, e del fantastico contemporaneo, includendo tutti media: dai film, alla musica ai giochi di ruolo.

## Storia
FantasyMagazine è stato il primo grande sito web italiano a carattere giornalistico dedicato al genere fantasy.
Lanciato nel 2003 dall'associazione Delos Books e curato inizialmente da Franco Clun e Riccardo Coltri, quindi solo da Clun, è diventato uno dei principali punti di riferimento per gli appassionati del genere fantastico in tutte le sue forme: narrativa, cinema, giochi, fumetti e altro. Dall'aprile 2009 il curatore è Emanuele Manco.
Pubblica quotidianamente notizie, recensioni di film, libri, approfondimenti, speciali e altre informazioni sul mondo del fantasy. Fa parte del Delos Network, circuito di siti dedicati a vari generi che include anche il decano Fantascienza.com e altri siti. Dal 2006 FantasyMagazine è registrata in tribunale come testata a sé stante.
Nel 2010 alla testata online viene affiancata Effemme, rivista semestrale cartacea che offre approfondimenti e racconti inediti, fra cui uno di Neil Gaiman.
FantasyMagazine ha vinto il Premio Italia come migliore rivista professionale dedicata al fantastico nel 2021.

## Collaboratori
La redazione conta un gran numero di collaboratori, tra i quali militano o hanno militato diversi autori italiani del fantastico, come Andrea D'Angelo, Antonio Piras, o Marina Lenti, esperta della saga di Harry Potter, autrice di cinque libri e curatrice di un'antologia saggistica a essa dedicati.

## Collana I libri di FantasyMagazine
Legata al sito è anche la collana I libri di FantasyMagazine, pubblicata da Delos Books, che ha pubblicato alcuni volumi, di narrativa e saggistica.
- Sguardi oscuri a cura di Franco Clun e Franco Forte.
- Il Signore degli Anelli: da J.R.R. Tolkien a Peter Jackson di Emanuele Terzuoli.
- L'incantesimo Harry Potter di Marina Lenti (pubblicato in quattro edizioni).

## Effemme
Effemme è una rivista semestrale ideata e diretta da Emanuele Manco e pubblicata fra il 2010 e il 2015 da Delos Books. Nata come supplemento cartaceo alla rivista online FantasyMagazine, in seguito ha affiancato alla rivista cartacea la versione digitale.
Durata 11 numeri, ha affiancato a una sezione di critica – letteraria, televisiva, cinematografica, videoludica – specializzata sul genere fantasy, una sezione di narrativa dando spazio sia ad autori italiani e stranieri. Fra i collaboratori più attivi, oltre allo stesso Emanuele Manco, vi sono Bruno Bacelli, Maria Cristina Calabrese, Cristina Donati, Pia Ferrara, Martina Frammartino e Simona Ricci.

### Effemme 1
Pubblicato nell'estate 2010.
Il nome di George R. R. Martin è sempre al centro dell'attenzione. L'attesa di cinque anni per il nuovo romanzo è adesso affiancata dalle aspettative per la serie TV ispirata alle sue famose Cronache del ghiaccio e del fuoco. Ecco perché vi presentiamo un ricco dossier su questo famoso e amato autore.
Ripercorriamo poi insieme a voi il 2009 fantastico nei principali media di nostro interesse: cinema, fumetti, libri, videogiochi.
Nutrita la sezione di articoli di approfondimento, dedicata a svariati argomenti, come il parco a tema di Harry Potter, l'urban fantasy, al grande e dimenticato Clark Ashton Smith, allo Studio Ghibli del maestro del cinema di animazione Hayao Miyazaki.
La sezione narrativa, che comprende racconti di autori italiani come Clelia Farris, Cristina Donati, Alberto Priora e l'esordiente Marco Guadalupi, si onora di ospitare un racconto inedito per l'Italia di un maestro del fantastico: Neil Gaiman.

### Effemme 2
Pubblicato nell'inverno 2010
Parliamo di fantasy e di giochi in questo numero. Vi proponiamo uno speciale su Terry Brooks, super ospite dell'edizione 2010 di Lucca Games, una guida ai giochi fantasy e un singolare racconto-gioco che siamo sicuri vi divertirà.
La parte narrativa propone anche stavolta validi “giovani leoni” italiani – Eleonora Rossetti, Bruno Bacelli, Maurizio Cometto e Simone Conti – guidati da un prestigioso nome straniero: la statunitense Pat Cadigan; nota come esponente di spicco del movimento Cyberpunk, in C’è vita dopo la riabilitazione? si cimenta in modo originale con il tema vampirico.
Parliamo d’Italia anche con i nostri articoli dedicati Med Fantasy, del contributo al fantastico italiano di due grandi scrittori Lino Aldani e Andrea Camilleri e di tradizioni popolari siciliane. Sul fronte internazionale vi proponiamo James Barrie e La collina dei conigli, di Richard Adams.
Occhio anche al mondo del fumetto con un focus sul mondo dei Manga. Videogiochi, cinema e musica completano il numero con articoli su Assassin's Creed, Harry Potter e i Doni della Morte e la metal band Blind Guardian.

### Effemme 3
Pubblicato nell'estate 2011
In contemporanea con i delos days 2011, la manifestazione durante la quale si terrà l'annuale Italcon, la convention italiana del fantastico, proponiamo due ricchi speciali sui super-ospiti fantasy: Steven Erikson, creatore della saga dei caduti di Malazan e Tanya Huff, autrice dei romanzi urban fantasy sulla investigatrice Vicki Nelson, a cui è ispirata la serie TV Blood Ties.
Una carrellata su alcune tra le più importanti autrici fantasy della scena mondiale, delle autentiche “regine del fantastico”: Trudi Canavan, Robin Hobb, Katharine Kerr, Ursula K. Le Guin, J. K. Rowling, Marion Zimmer Bradley.
I migliori libri del decennio 2000-2009. Racconti “high fantasy” inediti di Tanya Huff, Francesco Coppola, Marco Tonetti, Alfonso Zarbo.

### Effemme 4
Pubblicato nell'autunno 2011.
È il fascino dell'avventura a fare da filo conduttore a questo numero. la ghiotta occasione delle celebrazioni del centenario della morte di Emilio Salgari, ci mette nelle condizioni di proporvi quindi un ricco speciale sull'autore veronese, dalla vita alle opere, senza dimenticare le sue influenze sulla cultura popolare e su altri media come TV e fumetto e perché no, videogiochi.
Molto diversi tra loro gli articoli monografici, che variano dagli Strigoi, i vampiri rumeni della tradizione, Jack Vance, il fantastico di produzione asiatica e una riflessione sul concetto di verosimiglianza nella letteratura fantastica e non solo a una scheda dedicata all'ospite di Lucca Comics & Games 2011, James Herbert Brennan.
La sezione narrativa propone un racconto del mistero e del brivido scritto dall'autrice pluripremiata Nancy Kress; il vincitore della selezione per racconti, l'esordiente Marco Scaldini, vincitore della prima edizione del Premio Effemme, che ci porta in un ospedale molto particolare; un racconto apocalittico di Simona B. Lenic; un fanta-western di Francesca Angelinelli.

### Effemme 5
Pubblicato nella primavera 2012.
La monografia di questo numero è dedicata all'affascinante tema dei Mondi Fantastici.
Un viaggio che parte da Westeros, prosegue per Melnibonè, le città di China Miéville, vi conduce al mondo dei Mistborn, vi porta sul Binario 9 e tre quarti fino a Hogwarts, vi fa salire sul TARDIS con il “Dottore”, approdare nei luoghi dell'Universo Marvel fino al bizzarro universo dei libri di Jasper Fforde. Scoprirete inoltre, last but not least, l'ecletticità di William Morris, che della costruzione di mondi ha fatto una seminale esperienza per tutto il fantastico.
La sezione narrativa propone C’hoim di Claudio Nebbia, La danza sulle rovine d’Iboria di Juri Villani, Ibrido di Elisa Emiliani, racconto vincitore del Premio Effemme, e Catastrofe innaturale dell'ospite internazionale Kristine Kathryn Rusch.
In sintonia con il tema del Salone internazionale del libro di Torino, ossia Vivere in rete: le mutazioni indotte dalle tecnologie digitali, non dimentichi di provenire proprio da quel mondo virtuale, parliamo del rapporto tra Internet e la Letteratura.

### Effemme 6
Pubblicato nell'autunno 2012.
Siamo lietissimi di ospitare una della più grandi autrici del fantastico mondiale, Ursula K. Le Guin, insieme a un'autrice della nostra “scuderia” Cristina Donati, all'esordiente Aurora Filippi, vincitrice del nostro concorso, e al debutto nel racconto di un professionista italiano della scrittura: Francesco Falconi.
Ispirati da Lucca Comics & Games 2012 parliamo dei suoi prestigiosi ospiti, Christopher Paolini e Jason Bulmahn – autore del GDR Pathfinder – e dei segreti di un autentico classico del mondo ludico, Magic The Gathering.
A complemento articoli su Robert Jordan, Stephen King, George R.R. Martin, sulle Terre Morenti e su Giuseppe Balsamo, Conte di Cagliostro.

### Effemme 7
Pubblicato nella primavera 2013.
Celebriamo i dieci anni di FantasyMagazine rievocando i libri e i film che riteniamo tra i più rappresentativi tra quelli che ci hanno accompagnato nel nostro percorso di cronisti del fantastico. La sezione narrativa include racconti inediti di Bruno Bacelli, della vincitrice del concorso Effemme Cecilia Sensi e dell'autore internazionale, pluri-premiato con lo Hugo, Mike Resnick. articoli di approfondimento su: Lo Hobbit - Un viaggio inaspettato; le figure femminili nell'opera di Robert Jordan; il Maestro dell'animazione giapponese Hayao Miyazaki; la trilogia cinematografica di Spider-Man diretta da Sam Raimi. Come bonus vi proponiamo un cruciverba a tema supereroistico, da giocare durante i vostri momenti di relax.

### Effemme 8
Pubblicato nell'autunno 2013
Due speciali in questo numero: Andrzej Sapkowski, il Guest of Honor letterario di Lucca Games. La vita, i romanzi e il successo ottenuto anche con i videogiochi della serie The Witcher. Thor il mitico dio del Tuono. In occasione dell'uscita di Thor: The Dark World, parleremo del film, del mito e delle altre incarnazioni mediatiche del personaggio.
Negli altri articoli parliamo di giochi di ruolo sui supereroi, Charlaine Harris, Urban fantasy, cucina medioevale e dei fumetti tratti dalle opere di George R.R. Martin, per concludere con un omaggio a Jack Vance.
Racconti di Dario Tonani, Francesco Verso e Diego Lama.

### Effemme 9
Pubblicato nella primavera 2014.
Si parla di fantasy classica con Guy Gavriel Kay, J. R. R. Tolkien e la Magia.
Dopo un mini dossier sullo stato della nostra editoria, con un occhio a quella di genere fantasy, confermiamo la vastità del fantastico con articoli su: Zombie, il supereroe Capitan America, Star Wars, le eroine Disney, il Paranormal romance.
Due racconti italiani di Valentino Eugeni e Marco Migliori sono affiancati dall'ospite straniera Ann Aguirre.

### Effemme 10
Pubblicato nell'autunno 2014.
Festeggiamenti: 30 anni di Lupo Solitario di Joe Dever e i 75 anni di Batman, di cui trattiamo le versioni di Frank Miller e di Christopher Nolan. Presentiamo Marcus Heitz, Joe Abercrombie, Rick Riordan, Sergej Luk'janenko, Hugh Howey e Bryan Talbot. Diamo uno sguardo alle mappe dei mondi inventati. Esploriamo il rapporto strano e contraddittorio tra fumetto e cinema.
Racconti di Alex Barcaro, Emanuele Manco e Robert Aickman.

### Effemme 11
Pubblicato nell'estate 2015.
Lo speciale Fantasy e Vendetta, con alcuni esempi di autori e saghe che hanno approfondito il tema: Le Cronache del Ghiaccio e del Fuoco di George R.R. Martin, le serie TV Arrow e The Flash, Joe Abercrombie, la trilogia di Magdeburg di Alan D. Altieri.
Ci chiediamo poi se “il fantasy è un genere per bambini”, analizzando anche la saga di Harry Potter e i suoi temi “adulti”.
E poi ancora donne vampiro, Peter Jackson e i famosi editor Lester e Judy-Lynn del Rey completano un numero ricco di temi e di spunti di riflessione sul fantastico a 360°.
Racconti della vincitrice della selezione Effemme Liudmila Gospodinoff, di Irene Grazzini e dell'ospite straniera Sofia Samatar.